# Vällingby
Vällingby est un quartier de Stockholm, situé dans le district de Hässelby-Vällingby à une douzaine de kilomètres à l'ouest du centre de la capitale suédoise.

## Histoire
Vällingby est situé sur un très ancien site historique, occupé par l'homme depuis au minimum l'Âge du fer. Le nom de Vällingby, sous la forme Wellingeby, est mentionné pour la première fois dans un texte daté de 1347
. Étymologiquement, le mot Vällingby est composé de by (village, localité) et de välling, qui fait référence aux habitants d'une vallée.
Jusqu'au milieu du XXe siècle, Vällingby est une zone strictement rurale. L'emplacement actuel du centre commercial était autrefois occupé par des fermes remontant aux XVIe siècle et au XVIIe siècle. Elles ont été démolies lors des travaux de construction du quartier, et il ne reste aujourd'hui que très peu de bâtiments antérieurs aux années 1950. Vällingby était situé sur le territoire de la commune de Spånga jusqu'à son incorporation à la ville de Stockholm le 1er janvier 1949.

## Construction
Vällingby est considéré comme l'une des réalisations les plus significatives de l'architecture et de l'urbanisme modernes en Suède. Le projet d'aménagement du quartier est défini entre 1947 et 1950 sous la responsabilité de Sven Markelius, directeur de l'urbanisme de la ville de Stockholm. L'idée est de bâtir un environnement urbain d'un nouveau type, qui regroupe en un même lieu emplois, logements et commerces. Ce concept, qui se veut l'antithèse d'une ville dortoir, prend le nom de ville ABC. En tant que première ville ABC de Suède, Vällingby est l'objet de toutes les attentions, y compris à l'étranger.
La construction de Vällingby se caractérise par un respect profond de l'environnement naturel, et par un souci constant du détail.
La plupart des immeubles sont construits par la société Svenska bostäder, sur la base de plans dessinés par  son architecte en chef, Hjalmar Klemming. Klemming est aussi responsable de la coordination architecturale pour l'ensemble du projet.

## Vällingby centrum
Le centre commercial Vällingby centrum, réalisation du cabinet d'architectes Backström & Reinius, est inauguré le 14 novembre 1954 par Carl Albert Anderson. On y applique des idées en provenance des États-Unis, comme la construction de bâtiments aux volumes variés, et dont les façades sont constituées de différents matériaux. Le temple des achats a remplacé l'église au cœur de la cité. Les galeries commerçantes, réparties dans plusieurs bâtiments bas, abritent des boutiques qui sont alors les plus modernes de Suède. Quel que soit le climat, il est possible de flâner le long des devantures, à l'abri de porches aménagés à cet effet.
Vällingby centrum devient l'archétype du centre commercial urbain, et une source d'inspiration aussi bien en Suède qu'à l'étranger. Il reçoit la visite d'architectes venus du monde entier. Le centre commercial Farsta Centrum, construit entre 1956 et 1960, en est un successeur direct.

### Rénovation
Au début des années 2000, la ville de Stockholm prend la décision de rénover et moderniser le centre commercial, après deux décennies de relatif déclin. À l'automne 2008, Vällingby centrum, rebaptisé pour l'occasion Vällingby city, est inauguré pour la deuxième fois. Les travaux de rénovation et d'agrandissement (la surface commerciale a augmenté de 70 %) ont duré cinq ans et couté trois milliards de couronnes. Le résultat est un noyau urbain renouvelé, avec l'adjonction de bâtiments modernes, mais dans lequel l'environnement historique des années 1950 a été préservé.
La façade du cinéma Fontänen a par exemple été ravalée. Ce cinéma s'appelle aujourd'hui officiellement Filmstaden Vällingby pour des raisons juridiques, l'actuel propriétaire SF Bio ne pouvant pas faire usage du nom Fontänen. C'est toutefois toujours l'ancien nom qui figure sur l'enseigne en néon qui orne la façade du bâtiment.
L'un des nouveaux immeubles, K:fem, œuvre de Gert Wingårdh, a été élu en 2008 bâtiment commercial de l'année au World architecture festival qui se tenait pour la première fois à Barcelone en Espagne.

## Station de métro

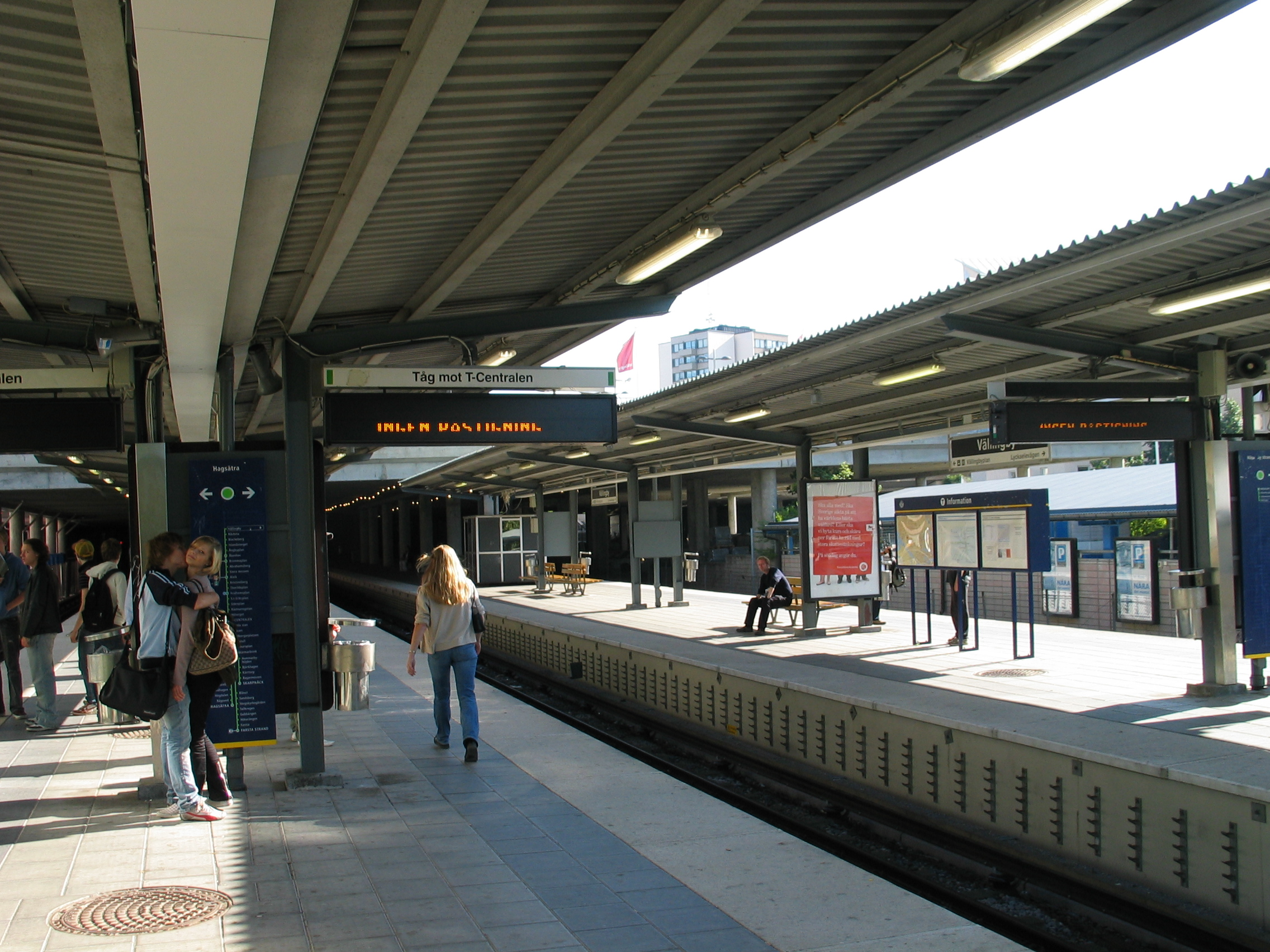
Les quais du métro.

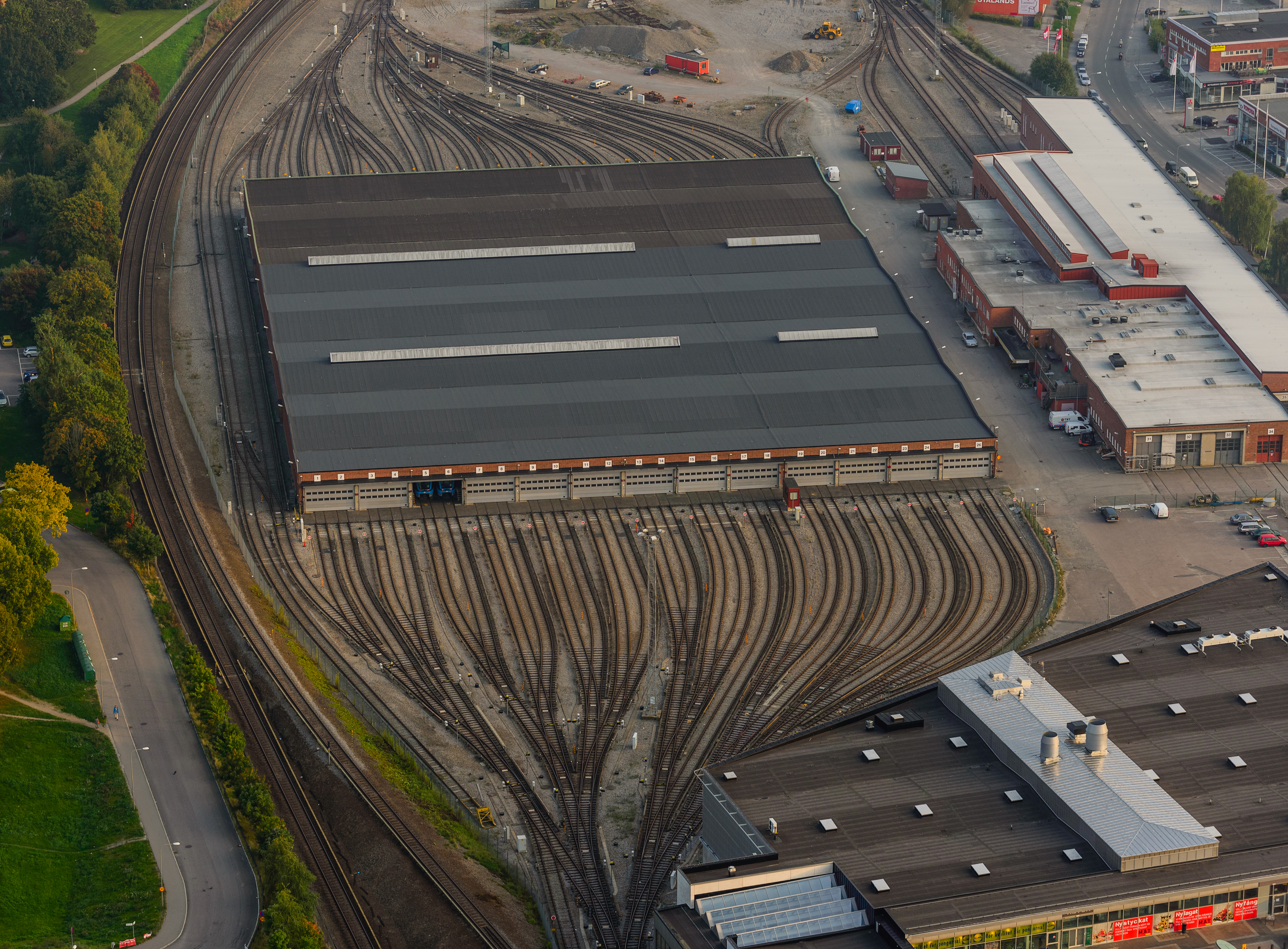
Vällingbydepån, la gare de dépôt de métro du quartier de Vällingby.

La station Vällingby est située sur la ligne verte du métro de Stockholm, entre les stations Råcksta et Johannelund. La distance depuis la station Slussen est de 16 kilomètres. C'est une station souterraine, située partiellement en dessous du centre commercial Vällingby centrum, au niveau de la place Kirunaplan et de la rue Kirunagatan.
Une station provisoire avait ouvert ses portes le 26 octobre 1952, lors de l'inauguration de la nouvelle ligne de métro. Elle était située 500 mètres plus à l'est, rue Multrågatan, au niveau de l'actuel dépôt du métro qui a été construit la même année.
La station permanente est entrée en service le 6 avril 1954, lorsque les travaux de construction du centre commercial se sont achevés. Elle a été conçue par la cabinet d'architectes AOS Arkitekter. Elle est composée de deux quais, un pour les trains se dirigeant vers l'ouest et l'autre pour les trains en direction du centre de Stockholm. Les deux quais sont séparés par une voie de garage.
Depuis 1983, la station abrite une œuvre de l'artiste Casimir Djuric. Il s'agit d'arbres urbains en béton positionnés sur les quais.

## Personnalités nées à Vällingby
- Pernilla Allwin (1970-), enfant actrice qui a joué dans Fanny et Alexandre d'Ingmar Bergman
- Alexander Skarsgård (25 Août 1976), acteur